# Marie François Xavier Bichat
Marie François Xavier Bichat, francoski anatom in fiziolog, * 14. november 1771, Thoirette, Bresse, † 22. julij 1802, Pariz.
Bichata danes poznamo kot očeta sodobne histologije in patologije. Kljub temu, da pri svojem delu ni imel dostopa do mikroskopa, je zelo pripomogel k razumevanju delovanja človeškega telesa. Bil je prvi, ki je predlagal, da so tkiva samostojne entitete. Zagovarjal je tezo, da bolezni napadajo tkiva in ne celotnih organov.

## Zgodnje življenje
Njegov oče, po poklicu zdravnik, je bil njegov prvi učitelj. S študijem je pričel v Nantui in ga kasneje nadaljeval v Lyonu. Zelo uspešen je bil pri matematiki in fiziki, a se je na koncu odločil, da se bo podal v študij anatomije in kirurgije pod vodstvom M. A. Petita, glavnega kirurga pri lyonskem Hotel-Dieu-ju.
Nastop francoske revolucije ga je prisilil k begu iz Lyona. Zavetišče je našel leta 1793 v Parizu, kjer ga je pod svoje okrilje vzel P. J. Desault. Slednji je bil tako navdušen nad njegovim znanjem, da mu je dovolil stanovati v svoji hiši in je z njim ravnal kot s posvojenim sinom. Naslednji dve leti je dejavno sodeloval pri Desaultovih raziskavah, istočasno pa je še samostojno raziskoval svet anatomije in fiziologije. 

## Smrt
Umrl je star komaj 30 let. Po nepojasnjenem padcu po stopnicah naj bi ga napadla vročica. Pokopan je na pokopališču Père-Lachaise.

## Spomeniki
Zajeten bronast kip Bichata, delo znanega kiparja David D'Angers, od leta 1857 krasi glavno dvorišče pariške Univerze Renéja Descartesa. Zgrajen je bil s podporo udeležencev Medicinskega kongresa Francije (1845). Na podstavku kipa je moč prebrati: »A Xavier Bichat. Le Congrès Médical de France de 1845«.
- Univerza Renéja Descartesa
- Bichatov kip in glavno dvorišče
- Kip od blizu

Njegovo poklicno pot zanosno opisuje Eliotov roman iz leta 1872 z naslovom Middlemarch. Bichatovo ime je prav tako eno izmed 72-ih, ki so vklesana v Eifflov stolp.